# Остров накануне
«Остров накануне» (итал. L'isola del giorno prima) — третий роман итальянского писателя, профессора семиотики Болонского университета Умберто Эко.

## Сюжет
Действие романа происходит в первой половине XVII века. Главный герой, молодой дворянин Роберт де ла Грив, оказывается на заброшенном корабле, стоящем на якоре где-то в Тихом океане. Команда корабля погибла от рук аборигенов, высадившись на один из близлежащих островов. Не умея плавать, Роберт вынужден оставаться на борту «Дафны», от чего он медленно сходит с ума. Одиночество вынуждает его вспомнить о своих прежних страхах — о выдуманном им самим брате-близнеце, который на протяжении многих лет отравлял существование Роберта. Мучимый образом нереального брата, герой внезапно встречает на заброшенном корабле живого человека, изменяющего его жизнь — старого иезуита Каспара ван дер Дросселя, безумного старца, уверенного в том, что человек, который контролирует 180-й меридиан, может также управлять временем и расстоянием.